# Ýedigen
El Ýedigen es un club de fútbol de Turkmenistán que participa en la Birinji liga, la segunda división de fútbol más importante del país.

## Historia
Fue fundado en el año 2003 en la ciudad de Asjabad con el nombre HTTU Ashgabat (en turcomano: Halkara Türkmen-Türk Uniwersiteti futbol topary), y es quien representa a la International Turkmen-Turkish University (ITTU) y su sede se encuentra dentro del mismo campus universitario y lo componen jugadores jóvenes. Ha sido campeón de Liga en 3 ocasiones y ha sido campeón de copa 2 veces en 3 finales disputadas. En 2016 cambiaron su nombre por el de Ýedigen.
A nivel internacional ha participado en 4 torneos continentales, donde su mejor participación ha sido en la Copa Presidente de la AFC del año 2010, donde fue eliminado en la Semifinales por el Dordoi-Dynamo de Kirguistán.

## Palmarés
- Ýokary Liga: 4

2005, 2006, 2009, 2013
- - Subcampeón: 2

2007, 2008
- Copa de Turkmenistán: 2

2006, 2011
- - Finalista: 1

2008
- Supercopa de Turkmenistán: 2

2005, 2009
- - Finalista: 1

2006
- Copa Presidente de Turkmenistán: 3

2007, 2008, 2009
- Copa Presidente de la AFC: 1

2014

## Participación a Nivel Internacional

### Competiciones de la AFC
| Temporada | Torneo              | Ronda           | Club                    | Marcador |
| --------- | ------------------- | --------------- | ----------------------- | -------- |
| 2006      | Copa de la AFC      | Grupo D         | Al-Nejmeh               | 6-2, 2-2 |
| 2006      | Copa de la AFC      | Grupo D         | Al-Faisaly              | 1-1, 4-3 |
| 2007      | Copa de la AFC      | Grupo B         | Al-Muharraq             | 3-1, 1-2 |
| 2007      | Copa de la AFC      | Grupo B         | Al-Hilal                | 3-1, 0-2 |
| 2007      | Copa de la AFC      | Grupo B         | Al-Wihdat               | 1-2, 4-2 |
| 2010      | President's Cup     | Grupo C         | Druk Star FC            | 8-0      |
| 2010      | President's Cup     | Grupo C         | Yadanabon               | 0-0      |
| 2010      | President's Cup     | Semifinal       | Dordoi-Dynamo           | 0-2      |
| 2014      | AFC President's Cup | Grupo B         | Tatung FC               | 2-0      |
| 2014      | AFC President's Cup | Grupo B         | Rimyongsu Sports Club   | 1-1      |
| 2014      | AFC President's Cup | Grupo B         | Ceres FC                | 2-1      |
| 2014      | AFC President's Cup | Ronda Final (A) | Manang Marshyangdi Club | 3-1      |
| 2014      | AFC President's Cup | Ronda Final (A) | Sri Lanka Air Force SC  | 2-1      |
| 2014      | AFC President's Cup | Final           | Rimyongsu Sports Club   | 2-1      |

 Nota: Partidos en Casa en Negrita 

### Competiciones de la CEI
| Temporada | Torneo   | Ronda            | Club                  | Marcador       |
| --------- | -------- | ---------------- | --------------------- | -------------- |
| 2006      | Copa CEI | Grupo C          | Dordoi-Dynamo Naryn   | 2-0            |
| 2006      | Copa CEI | Grupo C          | Sheriff Tiraspol      | 1-0            |
| 2006      | Copa CEI | Grupo C          | FC Shakhtar-2 Donetsk | 1-5            |
| 2007      | Copa CEI | Grupo D          | OFK Beograd           | 0-2            |
| 2007      | Copa CEI | Grupo D          | Sioni Bolnisi         | 1-2            |
| 2007      | Copa CEI | Grupo D          | FBK Kaunas            | 0-4            |
| 2008      | Copa CEI | Group C          | FC Levadia Tallinn    | 3-1            |
| 2008      | Copa CEI | Group C          | Rusia Sub-21          | 2-4            |
| 2008      | Copa CEI | Group C          | FC Dynamo Kiev        | 2-4            |
| 2008      | Copa CEI | Cuartos de final | Bunyodkor             | 1-1 (4-2 pen.) |
| 2008      | Copa CEI | Semifinal        | FC Rubin Kazan        | 0-4            |

## Entrenadores
- Gelydiýew Oraz (2003-06)
- Ýazguly Hojageldiýew (2006-2013)
- Röwşen Meredow (2014)
- Begench Garayev (2014–2016)
- Rowsen Meredow (2016-hoy)